# Rainhard Fendrich

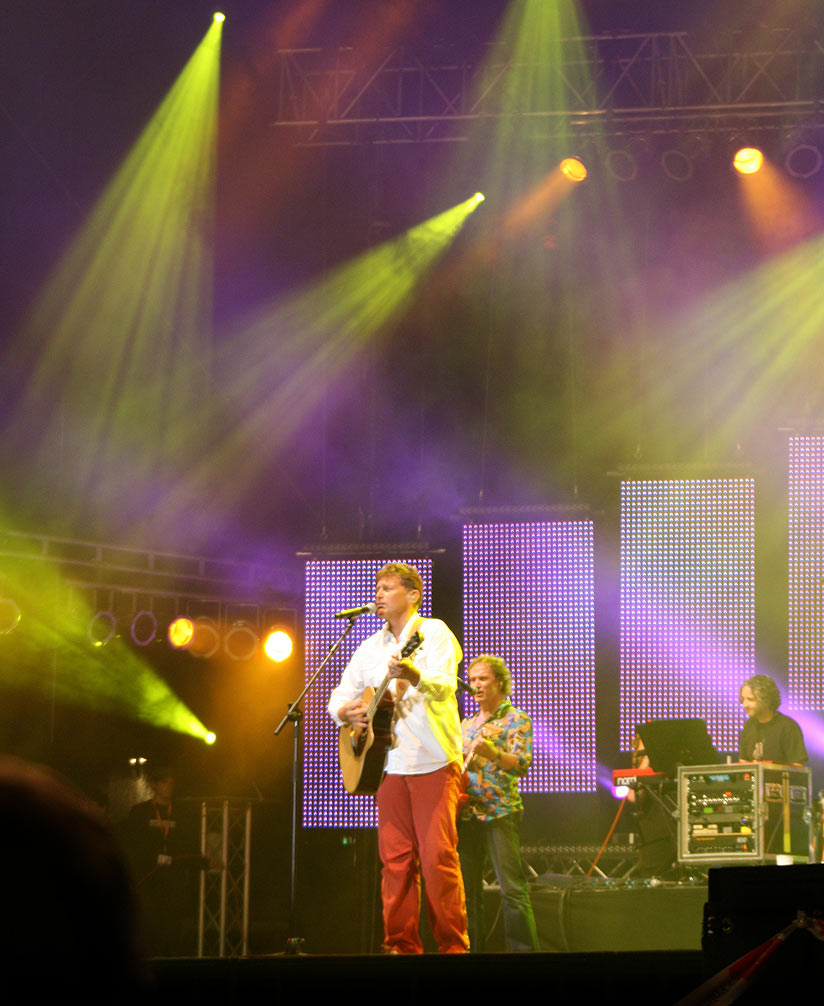
Donauinselfest, Vienne, 2007

Rainhard Jürgen Fendrich (né le 27 février 1955 à Vienne) est un chanteur, présentateur et acteur autrichien. Il est un des interprètes d'Austropop qui rencontre le plus de succès.

## Discographie

### Albums studio
| Année | titre                               | Classement des ventes | Classement des ventes | Classement des ventes |
| Année | titre                               | AT                    | CH                    | DE                    |
| ----- | ----------------------------------- | --------------------- | --------------------- | --------------------- |
| 1980  | Ich wollte nie einer von denen sein | 16 (4 sem.)           | -                     | -                     |
| 1981  | Und alles is ganz anders word'n     | 1 (24 sem.)           | -                     | -                     |
| 1982  | Zwischen eins und vier              | 1 (30 sem.)           | -                     | 64 (1 sem.)           |
| 1983  | Auf und davon.                      | 2 (64 sem.)           | -                     | -                     |
| 1985  | Wien bei Nacht                      | 1 (36 sem.)           | 16 (8 sem.)           | 42 (19 sem.)          |
| 1986  | Kein schöner Land                   | 3 (44 sem.)           | -                     | -                     |
| 1988  | Voller Mond                         | 2 (14 sem.)           | -                     | 56 (4 sem.)           |
| 1989  | Von Zeit zu Zeit                    | 3 (36 sem.)           | -                     | -                     |
| 1991  | Nix is fix                          | 1 (32 sem.)           | -                     | 44 (8 sem.)           |
| 1993  | Brüder                              | 1 (46 sem.)           | -                     | 64 (17 sem.)          |
| 1997  | Blond                               | 1 (20 sem.)           | 21 (13 sem.)          | 51 (11 sem.)          |
| 2001  | Männersache                         | 1 (33 sem.)           | 62 (5 sem.)           | 30 (10 sem.)          |
| 2004  | aufLeben                            | 1 (43 sem.)           | -                     | 43 (4 sem.)           |
| 2006  | hier+jetzt                          | 1 (14 sem.)           | -                     | 43 (4 sem.)           |
| 2010  | Meine Zeit                          | 1 (14 sem.)           | 55 (3 sem.)           |                       |
| 2013  | Besser wird's nicht                 | 1 (27 sem.)           | 56 (1 sem.)           | 38 (3 sem.)           |
| 2016  | Schwarzoderweiss                    | 1 (31 sem.)           | 69 (1 sem.)           | 28 (2 sem.)           |
| 2019  | Starkregen                          | 1 (31 sem.)           | 39 (1 sem.)           | 28 (2 sem.)           |
| 2025  | Wimpernschlag                       | 1 (? sem.)            | 18 (? sem.)           | 7 (? sem.)            |

### Albums live
| Année | titre                                                    | Classement des ventes | Classement des ventes | Classement des ventes |
| Année | titre                                                    | AT                    | CH                    | DE                    |
| ----- | -------------------------------------------------------- | --------------------- | --------------------- | --------------------- |
| 1983  | Open Air (avec Wolfgang Ambros)                          | 4 (18 sem.)           | -                     | -                     |
| 1985  | Alle Zeit der Welt - Live                                | 9 (8 sem.)            | -                     | -                     |
| 1989  | Das Konzert                                              | 5 (16 sem.)           | 21 (5 sem.)           | 27 (6 sem.)           |
| 1992  | Wiener Festwochen                                        | 1 (18 sem.)           | -                     | -                     |
| 1998  | Schwerelos - Live                                        | 36 (5 sem.)           | -                     | -                     |
| 2002  | Ein Saitensprung                                         | 6 (15 sem.)           | -                     | -                     |
| 2008  | Lieder zum Anfassen - Live                               | -                     | -                     | -                     |
| 2009  | 30 Jahre Live - Best of                                  | 9 (12 sem.)           | -                     | -                     |
| 2018  | Für immer a Wiener - Live und akustisch                  | 2 (11 sem.)           | -                     | 57 (2 sem.)           |
| 2024  | Symphonisch in Schönbrunn (avec Salzburger Philharmonie) | 1 (8 sem.)            | 67 (1 sem.)           | 23 (1 sem.)           |

### Best-Of
| Année | titre                                                                | Classement des ventes | Classement des ventes | Classement des ventes |
| Année | titre                                                                | AT                    | CH                    | DE                    |
| ----- | -------------------------------------------------------------------- | --------------------- | --------------------- | --------------------- |
| 1983  | A winzig klaner Tropfen Zeit                                         | -                     | -                     | -                     |
| 1986  | Weus'd a Herz hast                                                   | 8 (8 sem.)            | -                     | -                     |
| 1987  | Rainhard Fendrich's Hitparade                                        | 12 (8 sem.)           | -                     | -                     |
| 1992  | Das Beste von Rainhard Fendrich                                      | 39 (2 sem.)           | -                     | -                     |
| 1993  | Strada ... Austria                                                   | 10 (14 sem.)          | -                     | -                     |
| 1994  | Lieder mit Gefühl                                                    | 7 (16 sem.)           | -                     | 70 (9 sem.)           |
| 1995  | Recycled                                                             | 2 (16 sem.)           | -                     | -                     |
| 1995  | Die größten Hits aus 15 Jahren                                       | 18 (16 sem.)          | -                     | -                     |
| 1997  | Top - 3 (avec Wolfgang Ambros et Georg Danzer)                       | 22 (8 sem.)           | -                     | -                     |
| 2001  | Raritäten (contient des duettes avec Reinhard Mey et Marianne Mendt) | 4 (11 sem.)           | -                     | -                     |
| 2005  | So weit, so gut ... Die größten Hits aus 25 Jahren                   | 2 (26 sem.)           | -                     | 83 (1 sem.)           |
| 2006  | So ein Theater - Die schönsten Balladen und Liebeslieder             | 51 (2 sem.)           | -                     | -                     |
| 2007  | Best Of – Wenn das kein Beweis is ...                                | 20 (15 sem.)          | -                     | -                     |
| 2015  | Auf den zweiten Blick                                                | 5 (10 sem.)           | -                     | -                     |
| 2015  | Zwischen heute & gestern – Die ultimative Liedersammlung             | 6 (6 sem.)            | -                     | -                     |
| 2015  | Zwischen gestern & heute – Die ultimative Liedersammlung             | 7 (7 sem.)            | -                     | -                     |

### Austria 3
avec Wolfgang Ambros et Georg Danzer :
- 1998 : Austria 3 - Live
- 1998 : Austria 3 - Live Vol. 2
- 2000 : Austria 3 - Die Dritte

### DVD
- 2002 : Ein Saitensprung
- 2004 : Jetzt

### Musicals
- 2002 : Wake Up